# Belgian International 2005
Die Belgian International 2005 im Badminton fanden vom 8. bis zum 11. September 2005 in Mechelen statt. Das Preisgeld betrug 7.000 Euro. Bei dieser Austragung dominierten die deutschen Spieler mit vier Titeln und fünf weiteren Finalteilnahmen.

## Austragungsort
- Sportcentrum De Nekker Mechelen, Nekkerspoelborcht 19

## Finalergebnisse
| Disziplin    | Sieger                        | Finalist                         | Ergebnis   |
| ------------ | ----------------------------- | -------------------------------- | ---------- |
| Herreneinzel | Anders Boesen                 | Björn Joppien                    | 15:3 15:6  |
| Dameneinzel  | Xu Huaiwen                    | Juliane Schenk                   | 11:4 11:1  |
| Herrendoppel | Ingo Kindervater Kristof Hopp | Roman Spitko Michael Fuchs       | 15:6 15:10 |
| Damendoppel  | Juliane Schenk Nicole Grether | Michaela Peiffer Birgit Overzier | 15:6 15:1  |
| Mixed        | Kristof Hopp Birgit Overzier  | Tim Dettmann Annekatrin Lillie   | 15:4 17:14 |